# Elatostema elongatopeduncellatum
Elatostema elongatopeduncellatum es una especie de planta del género Elatostema, perteneciente a la familia Urticaceae.

## Taxonomía
Elatostema elongatopeduncellatum fue descrita por Shao Shun Ying en 2023.

## Distribución
Se encuentra en el territorio de Taiwán.